# Timothy Creamer
Timothy John Creamer (ur. 15 listopada 1959 w Fort Huachuca, Arizona) – pułkownik lotnictwa, amerykański astronauta.

## Wykształcenie oraz służba wojskowa
- 1978 – ukończył szkołę średnią (Bishop McNamara High School) w Forestville, stan Maryland.
- 1982 – został absolwentem Loyola College i uzyskał licencjat z chemii, a następnie wstąpił do wojska. W grudniu rozpoczął naukę w U.S. Army Aviation School.
- 1983 – w sierpniu zakończył szkolenie i został pilotem wojskowym. Skierowany został do 1 Dywizji Pancernej w skład 501 batalionu śmigłowców bojowych, w którym pełnił m.in. funkcję dowódcy plutonu oraz  oficera sztabowego.
- 1987 – został przydzielony do 82 Dywizji Powietrznodesantowej.
- 1992 – na Massachusetts Institute of Technology uzyskał tytuł magistra inżynierii w dziedzinie fizyki. Po studiach był adiunktem Wydziału Fizyki Akademii Wojskowej Stanów Zjednoczonych.
- 1995 – w czerwcu został przeniesiony do Johnson Space Center, gdzie pracował przy testowaniu wyposażenia wahadłowca. Czynnie uczestniczył w przygotowaniach do 8 startów wahadłowców. Przed wyborem w 1998 do korpusu astronautów NASA służył w Army Space Command (Houston) jako oficer ds. operacji kosmicznych.

## Kariera astronauty
- 1998 – 4 czerwca zakwalifikowano go do 17 grupy astronautów NASA.
- 2000 – po zakończeniu dwuletniego szkolenia podstawowego uzyskał kwalifikacje specjalisty misji i otrzymał przydział do Biura Astronautów NASA do wydziału Międzynarodowej Stacji Kosmicznej (Space Station Branch). W listopadzie znalazł się w grupie astronautów wspierających działalność podstawowej załogi Ekspedycji 3, która pracowała na orbicie od sierpnia do grudnia 2001.
- 2002 – od marca kierował w wydziale stacji kosmicznej (Space Station Branch) sekcją odpowiedzialną za zapewnienie kompatybilności sprzętu komputerowego na ISS.
- 2004-2006 – w październiku 2004 został przedstawicielem i koordynatorem Biura Astronautów NASA ds. technologii informacyjnych. Później przydzielono go do wydziału robotyki (Robotics Branch). Od października 2005 do kwietnia 2006, podczas prac 12 ekspedycji na ISS, Creamer był w zespole wspierającym działania astronautów na orbicie. Odpowiadał za sprawy związane z robotyką.
- 2007-2008 – był wyznaczony do załóg rezerwowych 18[1] i 19[2] ekspedycji na Międzynarodową Stację Kosmiczną. We wrześniu 2008 w opublikowanym przez Roskosmos harmonogramie załogowych lotów do 2010 roku Creamer znalazł się w składzie podstawowej załogi 22 stałej ekspedycji ISS[3].
- 2009-2010 – 21 grudnia 2009 na pokładzie statku Sojuz TMA-17 rozpoczął swoją wyprawę w kosmos. Razem z nim w skład załogi weszli: dowódca misji  Oleg Kotow oraz japoński astronauta Sōichi Noguchi. Długotrwały pobyt w kosmosie astronauci zakończyli 2 czerwca 2010, po ponad 163 dniach lotu[4].

## Odznaczenia i nagrody
- medal „Za chwalebną służbę” (Meritorious Service Medal)
- medal „Za osiągnięcia w służbie” (Army Achievement Medal)
- medal „Za służbę w obronie narodu” (National Defense Service Medal)
- medal im. Jurija Gagarina przyznany przez Rosyjską Federację Astronautyczną
- Medal „Za zasługi w podboju kosmosu” (2011, Rosja)[5]
- Universal Astronaut Insignia za lot orbitalny (nr 508) – Stowarzyszenie Uczestników Lotów Kosmicznych (Association of Space Explorers(inne języki))[6]

## Wykaz lotów
| Loty kosmiczne, w których uczestniczył Timothy J. Creamer                 | Loty kosmiczne, w których uczestniczył Timothy J. Creamer | Loty kosmiczne, w których uczestniczył Timothy J. Creamer | Loty kosmiczne, w których uczestniczył Timothy J. Creamer | Loty kosmiczne, w których uczestniczył Timothy J. Creamer | Loty kosmiczne, w których uczestniczył Timothy J. Creamer | Loty kosmiczne, w których uczestniczył Timothy J. Creamer |
| L.p.                                                                      | Data startu                                               | Statek kosmiczny                                          | Data lądowania                                            | Statek kosmiczny                                          | Funkcja                                                   | Czas trwania                                              |
| ------------------------------------------------------------------------- | --------------------------------------------------------- | --------------------------------------------------------- | --------------------------------------------------------- | --------------------------------------------------------- | --------------------------------------------------------- | --------------------------------------------------------- |
| 1                                                                         | 20 grudnia 2009                                           | Sojuz TMA-17                                              | 2 czerwca 2010                                            | Sojuz TMA-17                                              | Inżynier pokładowy 2                                      | 163 dni 5 godzin 32 minuty i 32 sekundy                   |
| Łączny czas spędzony w kosmosie – 163 dni 5 godzin 32 minuty i 32 sekundy |                                                           |                                                           |                                                           |                                                           |                                                           |                                                           |